# Neferefre
Neferefre (Raneferef) – władca starożytnego Egiptu z V dynastii.

## Lata panowania
- 2456–2445 p.n.e. (Kwiatkowski)
- 2460–2455 p.n.e. (Schneider)
- 2419–2416 p.n.e. (Tiradritti, De Luca)

## Pochodzenie i działalność
Syn poprzedniego władcy Szepseskare (Beckerath, Grimal, Vercoutter) lub Neferirkare I (Verner, Kwiatkowski). Bogactwo znalezisk w jego kompleksie grobowym świadczy o dużym znaczeniu tego władcy. Kanon Turyński przypisuje mu 7 lat rządów, jednak analiza niedokończonej budowy piramidy wykazała, że musiał panować krócej – 2 lub 3 lata (Verner). U Manetona nazywany Cheres.

## Kompleks grobowy
Pochowany w ukończonej podziemnej komorze grobowej swojej niedokończonej piramidy w Abusir. Piramida została wykończona w formie mastaby, a należące do kompleksu grobowego obiekty zostały wykonane i rozbudowane za czasów Niuserre. W kompleksie tym na szczególną uwagę zasługuje duży dziedziniec, ubojnia byków przeznaczonych na ofiarę i pierwsza znana nam sala kolumnowa (hypostylowa) w historii egipskiej architektury. Świątynia grobowa była zbudowana z cegły mułowej, a jej portyki były wsparte na drewnianych kolumnach naśladujących wiązki lotosu. Podobnie jak i inne piramidy władców z V dynastii, tak i piramida Neferefre była zbudowana z kiepskich materiałów, tak więc do naszych czasów niewiele się zachowało.
Kult Neferefre utrzymywał się za czasów Dżedkare, zanikł za czasów Pepiego II i na krótko odżył w okresie Średniego Państwa.
Świątynia solarna tego władcy znana jest tylko z inskrypcji, do tej pory nie zdołano ustalić jej lokalizacji.

## Odkrycia
Podczas eksploracji piramidy już w czasach nowożytnych ciała władcy nie znaleziono. Grobowiec został obrabowany już w starożytności, w Pierwszym Okresie Przejściowym. Czescy archeolodzy pod przewodnictwem Miroslava Vernera, prowadząc wykopaliska na terenie piramidy, odkryli w l. 80. XX w. w świątyni grobowej przy piramidzie sześć małych posągów władcy, przedstawionego w pozycji siedzącej, które obecnie znajdują się w Muzeum Egipskim w Kairze (jeden z posągów na załączonym zdjęciu). Oprócz tego czeska misja odkryła tam także zbiór papirusów administracji świątynnej, tabliczki z napisami, drewniane statki, posągi jeńców i dużo odcisków pieczęci.